# Doktor der Zahnmedizin
Der akademische Grad Doktor der Zahnmedizin (oder auch Doktor der Stomatologie) ist in einigen Ländern ein sogenanntes Berufsdoktorat. Dieser Grad wird mit dem Abschluss des Studiums ohne zusätzliche Promotionsleistung vergeben. Er entspricht formal dem Staatsexamen der Zahnmedizin in Deutschland. In Deutschland wird der „Dr. med. dent.“ nicht als Berufsdoktorat vergeben. Um den Doktorgrad der Zahnmedizin zu erlangen, bedarf es einer anerkannten Promotion, die in der jeweiligen Promotionsordnung der betreuenden Universität festgelegt ist. Die Promotion beinhaltet sowohl eine Dissertationsschrift in normaler oder publikationsbasierter Form, als auch eine vor der Prüfungskommission abzulegende Disputation (mündliche Prüfung). Aus diesen erbrachten Leistungen ergibt sich folglich die Promotionsnote.
In Deutschland, Österreich und der Schweiz ist das Führen von Berufsdoktoraten ausschließlich in der verliehenen Originalform gestattet, z. B. der österreichische Dr.med.dent., der tschechische und slowakische MDDr. oder der Dr-medic stom. aus Rumänien.
Gerade aus den Ländern des Europäischen Wirtschaftsraums dürfen Berufsdoktorate jedoch ohne Bezug zur verliehenen Originalform, die einer indirekten Herkunftsbezeichnung entspricht, geführt werden.